# Hansalim
Le mouvement Hansalim est une organisation écologiste sud-coréenne, créée en 1989 par des organisations syndicales agricoles.
Mettant en avant la notion de démocratie participative, le mouvement Hansalim a joué un rôle actif pour la diffusion de produits bio, par un réseau de points de vente et en recourant à la vente par correspondance.

## Sources et bibliographie
- Eric Bidet, Corée du Sud. Economie sociale et société civile, L'Harmattan/Innoval, 2004.